# William Dunlop (motociclista)
William Dunlop (Irlanda do Norte,  23 de julho de 1985 – Condado de Dublin, 7 de julho de 2018) foi um motociclista britânico.

## Carreira
Fez parte de uma corrida de motocicleta dinastia, William era o irmão mais velho de Michael, o filho do falecido Robert e sobrinho do lendário piloto de motos Joey Dunlop. William começou a corrida de motos 125 cc, com a idade de 17 anos.

## Morte
William Dunlop teve ferimentos fatais em um acidente durante a prática de 2018 Skerries 100 Corridas de rua, no Condado de Dublin, faleceu em 7 de julho de 2018, apenas 5 dias após o 18º aniversário de morte de seu tio Joey.